# لی یو-جین (بازیگر، زاده ۱۹۹۲)
این یک نام کره‌ای است؛ نام خانوادگی لی است.
لی یو-جین (کره‌ای: 이유진؛ زادهٔ ۶ آوریل ۱۹۹۲) بازیگر اهل کره جنوبی است. او بیشتر به خاطر ایفای نقش در مجموعه‌های تلویزیونی سلام بیست سالگی من (۲۰۱۷) و ملودرام باش (۲۰۱۹) شناخته می‌شود.

## حرفه
لی یو-جین در کنار بازیگران اوه سونگ-هون و سونگ کانگ در فن میتینگ نامو اکتورز به نام «معرفی تازه‌کاران» در ۸ ژوئیه ۲۰۱۷، شرکت کرد. بیلت‌های آن در ۳۰ ثانیه کاملاً فروخته‌شدند.

## زندگی شخصی
بازیگر لی هیو جونگ، پدر لی یو-جین و بازیگر لی کی-یونگ عموی او است.

## فیلم‌شناسی

### فیلم
| سال  | عنوان          | نقش          |
| ---- | -------------- | ------------ |
| ۲۰۱۶ | از حد گذشته    | سون بونگ-گیل |
| ۲۰۱۷ | پدر تو دختر من | کانگ جی-اوه  |
| ۲۰۱۸ | با تو بودن     | جوانی وو-جین |

### مجموعه‌های تلویزیونی
| سال  | عنوان                | نقش           | منابع  |
| ---- | -------------------- | ------------- | ------ |
| ۲۰۱۳ | الهه آتش             | ایل نام       |        |
| ۲۰۱۴ | دکتر فراست           | کیم ووک       |        |
| ۲۰۱۵ | بیست ثانیه           | لی ده-سونگ    |        |
| ۲۰۱۷ | سلام بیست سالگی من   | کوان هو-چانگ  | [ ۶ ]  |
| ۲۰۱۸ | همسر آشنا            | جونگ هیون-سو  | [ ۷ ]  |
| ۲۰۱۹ | ملودرام باش          | کیم هوان-دونگ | [ ۸ ]  |
| ۲۰۲۰ | از برامس خوشت میاد؟  | یون دونگ-یون  | [ ۹ ]  |
| ۲۰۲۱ | آیدل: شاهکار         | پیون          | [ ۱۰ ] |
| ۲۰۲۲ | Three Siblings Brave | کیم گون-وو    | [ ۱۱ ] |

### مجموعه‌های اینترنتی
| سال  | عنوان          | نقش          | منابع  |
| ---- | -------------- | ------------ | ------ |
| ۲۰۱۵ | Sweet 20s      | کانگ وو      |        |
| ۲۰۱۷ | کشاورزی پشت‌بام | بک سونگ-هیون |        |
| ۲۰۲۲ | یونیکورن       | جی           | [ ۱۲ ] |

| سال  | عنوان          | نقش          | منابع  |
| ---- | -------------- | ------------ | ------ |
| ۲۰۱۵ | Sweet 20s      | کانگ وو      |        |
| ۲۰۱۷ | کشاورزی پشت‌بام | بک سونگ-هیون |        |
| ۲۰۲۲ | یونیکورن       | جی           | [ ۱۳ ] |

### ورایتی شو
| سال  | عنوان              | نقش        | شبکه | منابع  |
| ---- | ------------------ | ---------- | ---- | ------ |
| ۲۰۱۷ | پرودوس ۱۰۱ (فصل ۲) | شرکت کننده | ام‌نت | [ ۱۴ ] |

### حضور در موزیک ویدئوها
| سال  | نام آهنگ        | آرتیست | منابع  |
| ---- | --------------- | ------ | ------ |
| ۲۰۲۲ | «Blended Noise» | PATEKO | [ ۱۵ ] |

### تئاتر
| سال  | عنوان       | توضیحات | منابع  |
| ---- | ----------- | ------- | ------ |
| ۲۰۱۱ | پزشک نازنین | تئاتر   | [ ۱۶ ] |
| ۲۰۱۱ | شهرت        | موزیکال | [ ۱۶ ] |